# Clarke County (Mississippi)
Das Clarke County ist ein County im US-Bundesstaat Mississippi. Das U.S. Census Bureau hat bei der Volkszählung 2020 eine Einwohnerzahl von 15.615 ermittelt.
Der Verwaltungssitz (County Seat) ist Quitman, das nach John A. Quitman, einem Gouverneur und Mitglied im Kongress der Vereinigten Staaten. Das County gehört zu den Dry Countys, was bedeutet, dass der Verkauf von Alkohol eingeschränkt oder verboten ist.

## Geographie
Das County liegt im Osten von Mississippi, grenzt an Alabama und hat eine Fläche von 1796 Quadratkilometern, wovon sechs Quadratkilometer Wasserfläche sind. Es grenzt an folgende Countys:
|               | Lauderdale County |                          |
| Jasper County |                   | Choctaw County (Alabama) |
|               | Wayne County      |                          |

## Geschichte
Das Clarke County wurde 1833 aus Teilen des Washington County gebildet. Benannt wurde es nach Joshua G. Clarke, einem Richter am Obersten Gerichtshof von Mississippi.
50 Bauwerke und Stätten des Countys sind im National Register of Historic Places eingetragen (Stand 1. Februar 2018).

## Demografische Daten

Alterspyramide des Clarke Countys (Stand: 2000)

Nach der Volkszählung im Jahr 2000 lebten im Clarke County 17.955 Menschen in 6978 Haushalten und 5024 Familien. Die Bevölkerungsdichte betrug 10 Personen pro Quadratkilometer. Ethnisch betrachtet setzte sich die Bevölkerung zusammen aus 64,49 Prozent Weißen, 34,81 Prozent Afroamerikanern, 0,11 Prozent amerikanischen Ureinwohnern, 0,11 Prozent Asiaten, 0,01 Prozent Bewohnern aus dem pazifischen Inselraum und 0,17 Prozent aus anderen ethnischen Gruppen; 0,30 Prozent stammten von zwei oder mehr Ethnien ab. 0,67 Prozent der Bevölkerung waren spanischer oder lateinamerikanischer Abstammung, die verschiedenen der genannten Gruppen angehörten.
Von den 6978 Haushalten hatten 33,2 Prozent Kinder unter 18 Jahren, die mit ihnen lebten. 52,0 Prozent waren verheiratete, zusammenlebende Paare, 15,9 Prozent waren allein erziehende Mütter und 28,0 Prozent waren keine Familien. 25,5 Prozent aller Haushalte waren Singlehaushalte und in 11,8 Prozent lebten Menschen im Alter von 65 Jahren oder darüber. Die durchschnittliche Haushaltsgröße lag bei 2,55 und die durchschnittliche Familiengröße bei 3,06 Personen.
26,8 Prozent der Bevölkerung war unter 18 Jahre alt, 8,6 Prozent zwischen 18 und 24, 26,7 Prozent zwischen 25 und 44, 22,8 Prozent zwischen 45 und 64 Jahre alt und 15,1 Prozent waren 65 Jahre oder älter. Das Durchschnittsalter betrug 37 Jahre. Auf 100 weibliche kamen statistisch 91,3 männliche Personen und auf 100 Frauen im Alter von 18 Jahren oder darüber kamen 87,1 Männer.

Das durchschnittliche Einkommen eines Haushaltes betrug 26.610 USD, das einer Familie 33.396 USD. Männer hatten ein durchschnittliches Einkommen von 27.580 USD, Frauen 19.402 USD. Das Prokopfeinkommen lag bei 14.288 USD. Etwa 18,8 Prozent der Familien und 23,0 Prozent der Bevölkerung lebten unterhalb der Armutsgrenze.

## Städte und Gemeinden
| - De Soto - Enterprise - Pachuta | - Quitman - Shubuta - Stonewall |